# Робочий агент
Робочий агент (рос. рабочий агент; англ. working fluid, working substance; нім. Arbeitsmedium n, Arbeitsmittel n, Einpressmedium n, Hilfsmedium n) — при нафтовидобутку — агент, який закачують у пласт (вода, повітря, газ і ін.) і який переміщує облямівку іншого (витісняючого) аґента (пари, розчинника, води з хімічними добавками тощо). Робочий агент одночасно виконує витіснювальні і проштовхувальні функції.